# After Blue
After Blue (títol original: After Blue (Paradis sale)) és una pel·lícula francesa ciència-ficció del 2021 dirigida per Bertrand Mandico. S'ha subtitulat al català.
Es va presentar a competició del Festival Internacional de Cinema de Locarno, on va guanyar el Premi FIPRESCI de la Crítica Internacional, i al Festival Internacional de Cinema de Toronto. Va guanyar el premi a la millor pel·lícula en competició al Fantastic Fest, d'Austin, així com el Premi Especial del Jurat i el Premi FIPRESCI de la Crítica Internacional al Festival de Cinema Fantàstic de Sitges.

## Sinopsi
En el futur, la Roxy és una adolescent que viu en una comunitat amb la seva mare, la Zora, al planeta After Blue. Només hi viuen dones. Més aviat solitària, a la Roxy li agrada passejar per les terres d'aquest planeta salvatge. Un dia, coneix una criminal anomenada Kate Bush atrapada sota la sorra. La Kate té els braços peluts i un tercer ull al pubis. La Roxy l'ajuda i l'allibera, però la Kate Bush reprèn immediatament els seus projectes criminals. Per tant, la Roxy i la seva mare són responsables de les seves accions i són bandejades de la comunitat. Han de caçar l'assassina en aquest paradís brut.

## Repartiment
- Elina Löwensohn: Zora
- Paula Luna:[7] Roxy
- Vimala Pons: Veronika Sternberg
- Agata Buzek: Kate Bush/Katarzyna Buszowska
- Tamar Baruch: mare de la Kate
- Camille Rutherford: germana de la Kate
- Iliana Zabeth: Tonya
- Delphine Chuillot: Valeria
- Claire Duburcq: Ivresse
- Michaël Erpelding: Olgar 2
- Mara Taquin: Chiara
- Pauline Lorillard: Kiffer
- Anaïs Thomas: Climax
- Claïna Clavaron: Luz
- Aurore Broutin: Halga
- Alexandra Stewart: Séverine
- Nathalie Richard: la Veritat